# Pavilion naval

Pavilionul național (geacul)
navelor militare române.

Pavilion este un termen specific marinăresc sub care sunt denumite, în general, mijloacele folosite la bord ca simboluri pentru indicarea naționalității navei, marcarea prezenței la bord a unei personalități, semnalizare, pavoazare etc.

## Descriere
Pavilioul este confecționat dintr-o pânză groasă, numită astar, bumbac sau mătase, de diferite forme și culori, după scopul căruia îi este destinat.
Pe marginea de la saulă se adaugă o întăritură din pânză de vele, denumită teacă, pe care se află o inscripție indicând litera, mărimea, numită botez.
Există mai multe tipuri de pavilioane: 
- a) pavilion național, ca însemn al naționalității navei;
- b) marcă distinctivă și de comandament, un însemn al unei funcții înalte de stat și militare;
- c) pavilion de companie, un însemn al companiei de navigație căreia îi aparține nava sau al destinației navei (pilotaj, iahting);
- d) mijloc de semnalizare

Ca formă se disting:
- pavilionul (de formă dreptunghiulară),
- ghidonul (cu latura exterioară în formă de coadă de rândunică),
- triunghiul sau flamura (de formă triunghiulară foarte alungită).

Partea de sus a pavilionului se numește vârf, iar cea de jos, fund.
Partea de la saulă poartă denumirea de ridicătură, iar cea din vânt, de fluierătură.
Pavilioanele se ridică cu ajutorul saulelor, la catarg, la pic, la vergă, la baston, adică în locurile cele mai vizibile.

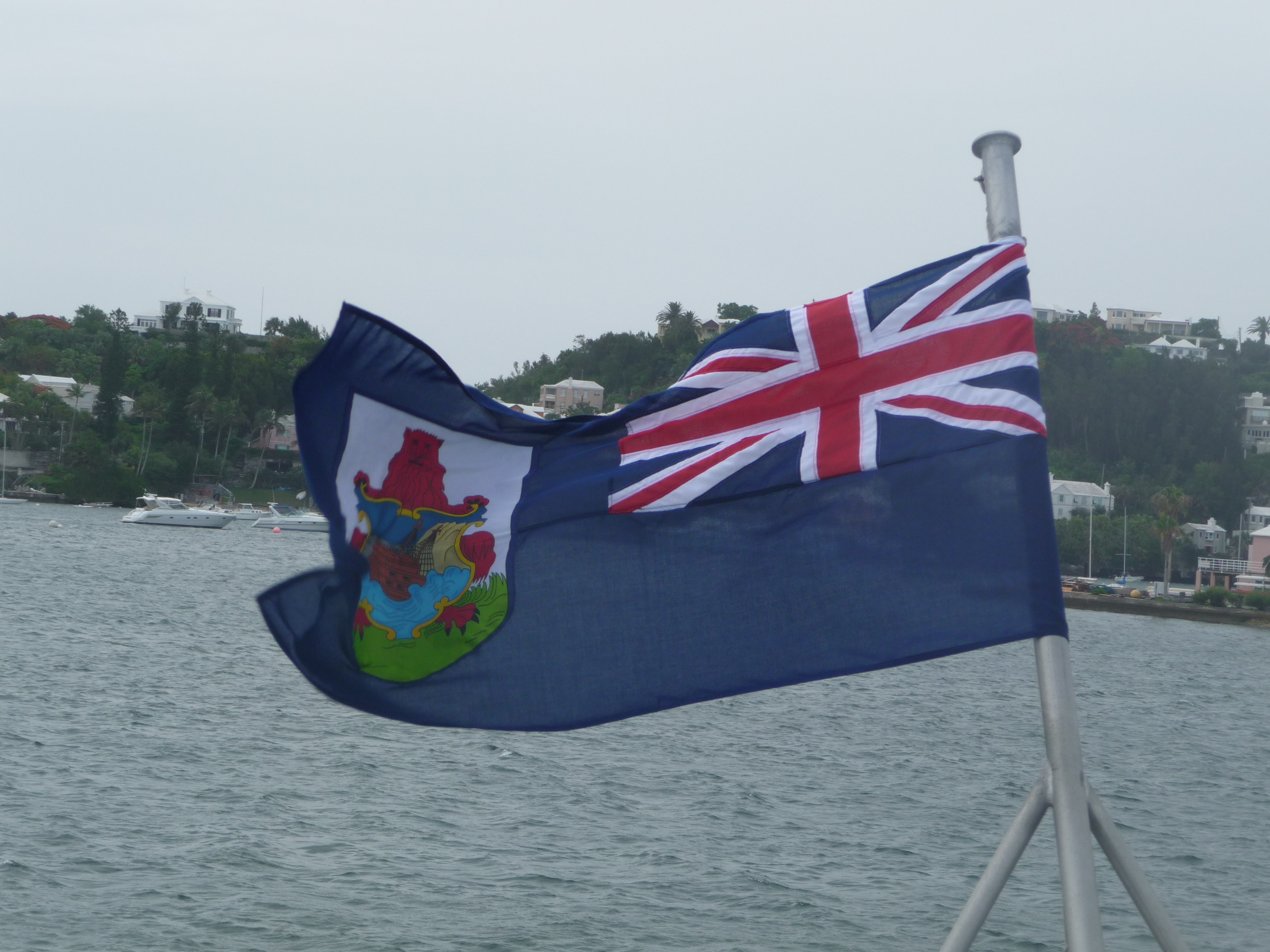
Pavilion naţional ridicat la pupa unei nave din Insulele Bermude

## Pavilion național
Pavilionul național indică statul sub a cărui protecție se află nava și de ale cărei legi este guvernată atât în apele naționale, cât și în largul mării. Protecția sa se extinde atât asupra navei care îl arborează, cât și asupra mărfurilor pe care le transportă.
O navă are dreptul la un singur pavilion pe care-l ține ridicat de la ora 08,00 până la apusul soarelui la bastonul pupa (în timpul staționării în port sau la ancoră), ori la picul arborelui pupa (în timpul marșului).
Nava care folosește mai multe pavilioane este considerată fără pavilion.
La intrarea în porturile străine, navele trebuie să arboreze pe lîngă pavilionul național propriu și pavilionul național al statului în ale cărui ape se află.
Un pavilion național de dimensiuni mici, care se arborează de navele de luptă și de unele nave comerciale la proră, în timpul cât sunt acostate în port, poartă denumirea de geac.

## Pavilion de complezență
O navă este considerată sub pavilion de complezență (denumit și pavilion de conveniență ) dacă proprietatea și controlul vasului se află în altă țară decât în țara pavilionului de navigație a navei. Circa 58,64% din navele lumii navigă sub pavilion de complezență. 

Legile internaționale și interne ale statelor nu recunosc decât pavilionul național. Pavilionul de complezență nu este interzis ci tolerat, el fiind arborat în special la nave ale căror armatori solicită aceasta în state în care obținerea proprietății navei este dificilă (birocrație, multe acte etc.). Pavilionul național le asigură navelor protecție și garanție, pe când pavilionul de complezență nu le-o asigură.
Pentru unele companii este mai profitabil așa numitul pavilion de complezență, atât pentru că pentru că impozitele plătite statului de pavilion sunt mai mici decât în statul de origine al armatorului, cât și pentru că, în acest caz, se aplică contractul colectiv de muncă de tip ITF (negociate de Federația Internațională a Transportatorilor și companiile care dețin nave cu pavilion de complezență) care, în multe cazuri, este mai avantajos decât cel național.
În prezent, pavilioanele de complezență înregistrate sunt deținute de: Antigua și Barbuda, Liban, Bahamas, Liberia, Belize, Malta, Insulele Bermude, Insulele Marshall, Burma, Mauritius, Insulele Canare, Antilele Olandeze, Insulele Cayman, Panama, Insulele Cook, Sfântul Vincențiu și Grenadinele, Cipru, Sri Lanka, Gibraltar, Tuvalu, Honduras și Vanuatu. Dintre acestea, cea mai mare flotă maritimă comercială din lume o are (aparent) Liberia, deoarece, în realitate, flota aparține unor companii străine, care își înscriu navele sub pavilion liberian contra unor taxe foarte scăzute.
Navele aflate sub pavilion de complezență operează în condiții privilegiate de concurență în raport cu cele care arborează pavilioane naționale, iar câștigurile obținute astfel din navlosire reprezintă o eludare, însă desigur nu o evaziune a „fiscalității oficiale”. În plus, acestea nu sunt supuse obligațiilor ce decurg din convențiile sindicale ale navigatorilor.
În ședința Camerei Deputaților din 7 mai 2002, s-a precizat că România mai avea doar două nave maritime sub pavilion românesc, marea majoritate a navelor cu proprietari români fiind sub pavilion de complezență, iar în ședința Camerei Deputaților din 19 aprilie 2004, se preciza că Nimeni nu-și menține un pavilion român, dacă nu ai niște avantaje, altfel vor trece în pavilion de complezență, așa cum sunt cele peste cele 72 de nave cumpărate de armatori români care, practic, au pavilioane de complezență.
În acest context, Traian Băsescu declara într-un interviu: Într-adevăr, în timpul cât am fost ministru am generat o politică prin care navele românești să poată intra în circuitul de finanțare externă în vederea retehnologizării. Acest lucru a implicat în mod obligatoriu trecerea lor pe un pavilion de complezență, în așa fel încât navele să fie sub o legislație care să permită acest lucru, legislația românească nepermițând finanțarea prin ipotecarea navelor. De aceea, noi am înființat circa 39 de companii în Panama, Liberia, Cipru, Malta, deci în state care favorizează pavilionul de complezență și aceste 39 de companii erau toate proprietatea companiilor - mamă din România. Deci, erau proprietate sută la sută a companiilor mamă din România. Bineînțeles că transferul pentru a proteja exact companiile- mamă nu s-a făcut pe sume de milioane de dolari ci pe un dolar, pentru că practic era transfer de la Petromin tot la Petromin, dar Petromin-ul din Liberia.

## Pavilion neutru
Se numește pavilion neutru pavilionul național arborat de o navă aparținând unui stat nebeligerant, care o pune la adăpost de captură sau urmărire, cu condiția de a respecta toate regulile neutralității.
Codul Jurisdicțiunei de Prize Maritime din 30.12.1917 prevedea în Art. 36 (cu ortografia vremii):

Sunt supuse capturei următoarele vase:
- 1. Vasele plutind sub pavilion inamic.
- 2. Vasele având dreptul de a pluti sub pavilion neutru, când sunt în totul sau în parte proprietatea unui Stat inamic sau a autorităților pendinte de un Stat inamic. În caz de captură, aceste vase sau părți de vase se vor declara de instanțele de prize, pradă de răsboi.
- 3. Vasele plutind sub pavilion neutru și aparținând în totul sau în parte supușilor Statelor inamice sau supușilor naționali, aliați sau neutri având caracter inamic. Prin supuși se înțeleg atât persoanele fizice cât și persoanele morale.
- 4. Vasele plutind sub pavilion neutru, când dreptul de a înălța un atare pavilion urmează a le fi contestat potrivit regulelor stabilite în capitolul VI, privitor la transfertul de pavilion.

Conform dreptului internațional, pavilionul neutru acoperă marfa inamică, cu excepția contrabandei de război.

## Pavilion fals
Pavilion fals este un pavilion al unui stat neutru sau inamic, arborat fraudulos de o navă în timp de război, spre a evita capturarea sau atacarea de către inamic. 

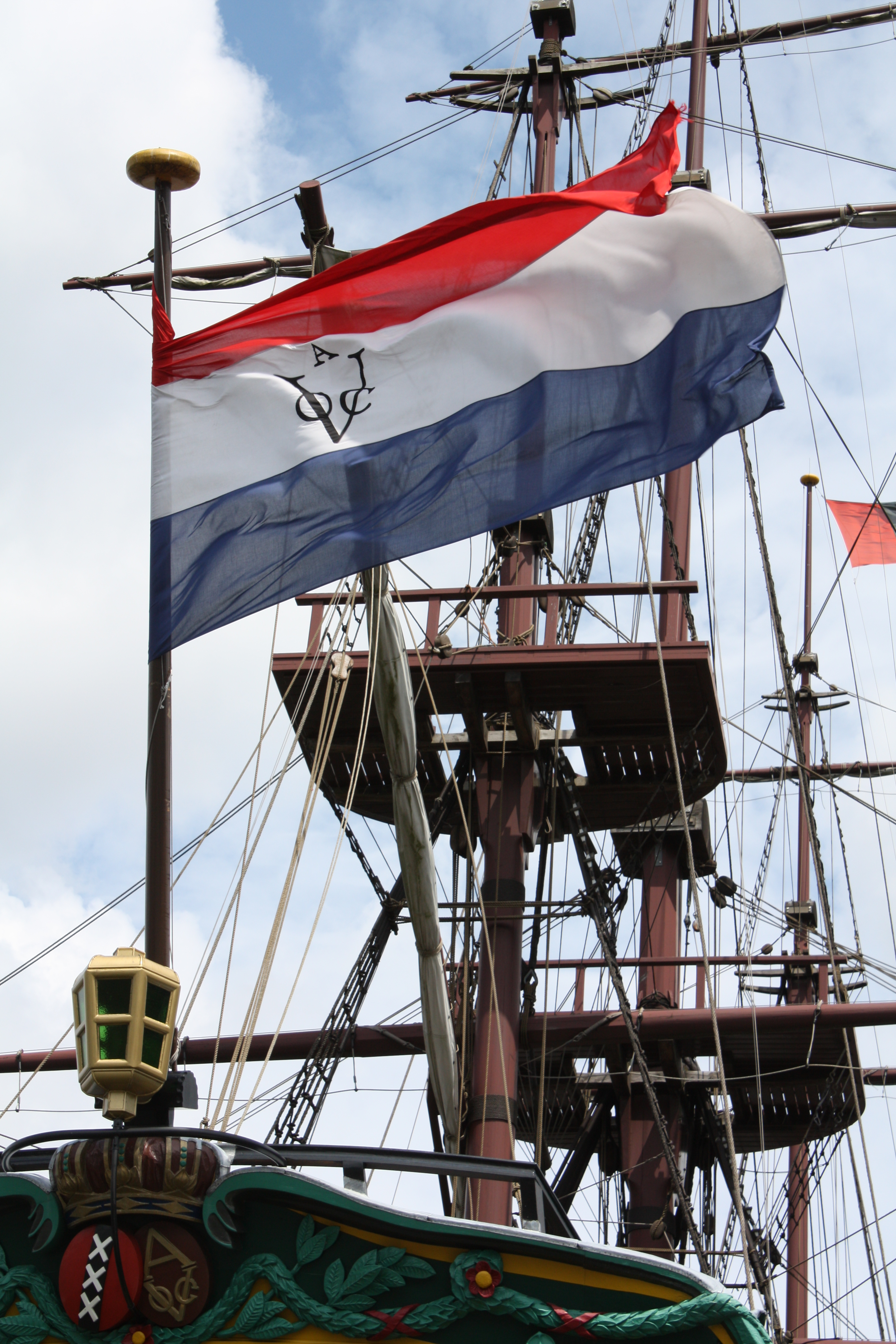
Pavilionul Companiei Indiilor Olandeze de est

Tot pavilion fals arborează și unele nave de pescuit care braconează în apele teritoriale ale altui stat. Ca exemplu, în anul 2007, în Marea Neagră au fost prinse navele de pescuit turcești E Oculari și Uygunor care au pescuit fără autorizație calcan și rechin, în apele teritoriale ale României, arborând pavilionul fals al Ucrainei.

## Pavilion de companie
Un pavilion de companie este un pavilion special, ridicat de o navă de comerț la catargul principal (catargul pupa), reprezentând compania de navigație căreia îi aparține nava respectivă.
Pavilionul de companie se arborează permanent, la mărul catargului pupa, atâta timp cât nava se află în serviciu la compania de navigație respectivă.

## În România
La data de 08.08.2012, Autoritatea Navală Română, fără a avea mandat din partea Consiliului de conducere, a înaintat spre publicare în Jurnalul Oficial al Uniunii Europene un anunț referitor la organizarea unei proceduri de negociere în vederea atribuirii unui «contract de agenție pentru servicii intermediare de a înmatricula nave străine sub pavilion român» offshore-ului din Cipru Ilvana Holdings Limited, transformat ulterior în RIFA Holdings Limited, care a primit astfel dreptul de folosință a pavilionului românesc, pentru o perioadă de 30 de ani. Contractul de cedare a dreptului de folosință a pavilionului românesc în favoarea acestui offshore din Cipru a fost anulat, la 7 martie 2016, de Curtea de Apel Constanța.
Potrivit Autorității Navale Române, la data de 31 iulie 2019, erau înmatriculate sub pavilion românesc un număr de 5.461 de nave, din 493 nave maritime și 4.968 de nave pentru navigația interioară.
Navele care au obținut dreptul de arborare a pavilionului român sunt de naționalitate română și nu au dreptul să arboreze pavilionul altui stat. Dreptul de a arbora pavilionul român se suspendă la solicitarea proprietarului navei, care are obligația să predea Autorității Navale Române actul de naționalitate a navei.
Legea penală română prevede că prin infracțiune săvârșită pe teritoriul României se înțelege orice infracțiune comisă (...) inclusiv pe o navă sub pavilion românesc.

## În Republica Moldova
Republica Moldova are o ieșire „indirectă” la Marea Neagră, prin Dunăre, pe al cărei mal deține 430 metri, pe care funcționează portul Giurgiulești. În 2007, pe această bază, Republica Moldova a înregistrat prima navă străină sub pavilionul său. Cele circa 430 de nave străine înregistrate în Republica Moldova, aduc anual 6-7 milioane de lei moldovenești.